# Тшцяна (гмина)
Тшцяна (пол. Trzciana) — сельская гмина (волость) в Польше, входит как административная единица в Бохнявский повет, Малопольское воеводство. Население 5016 человек (на 2004 год).

## Фотографии

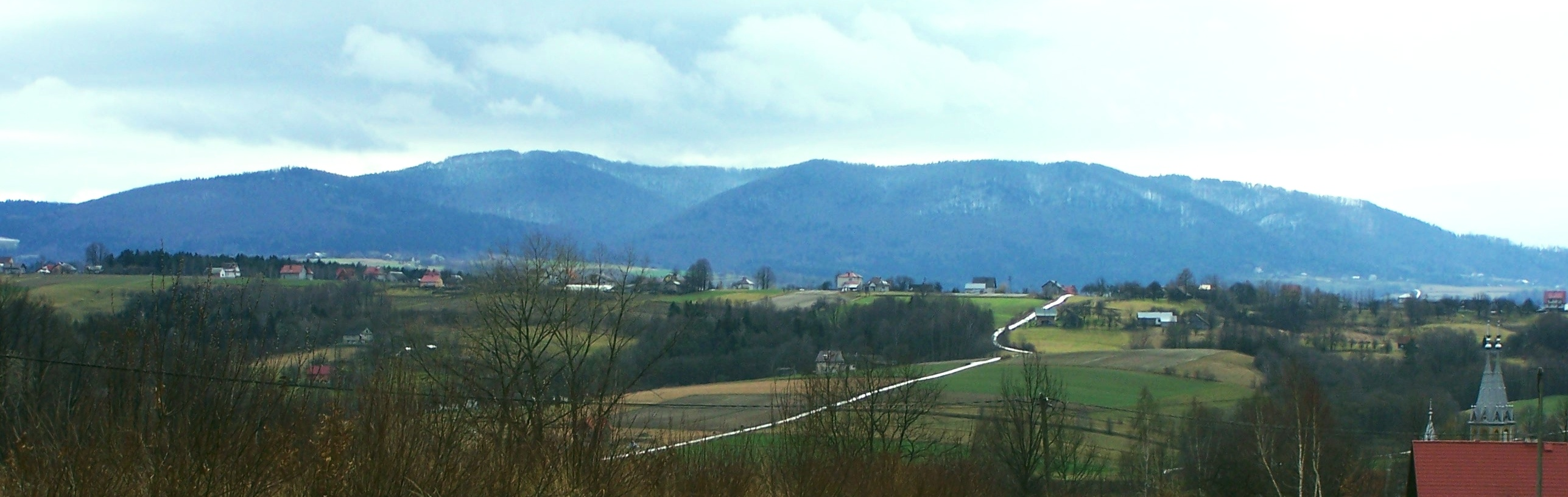
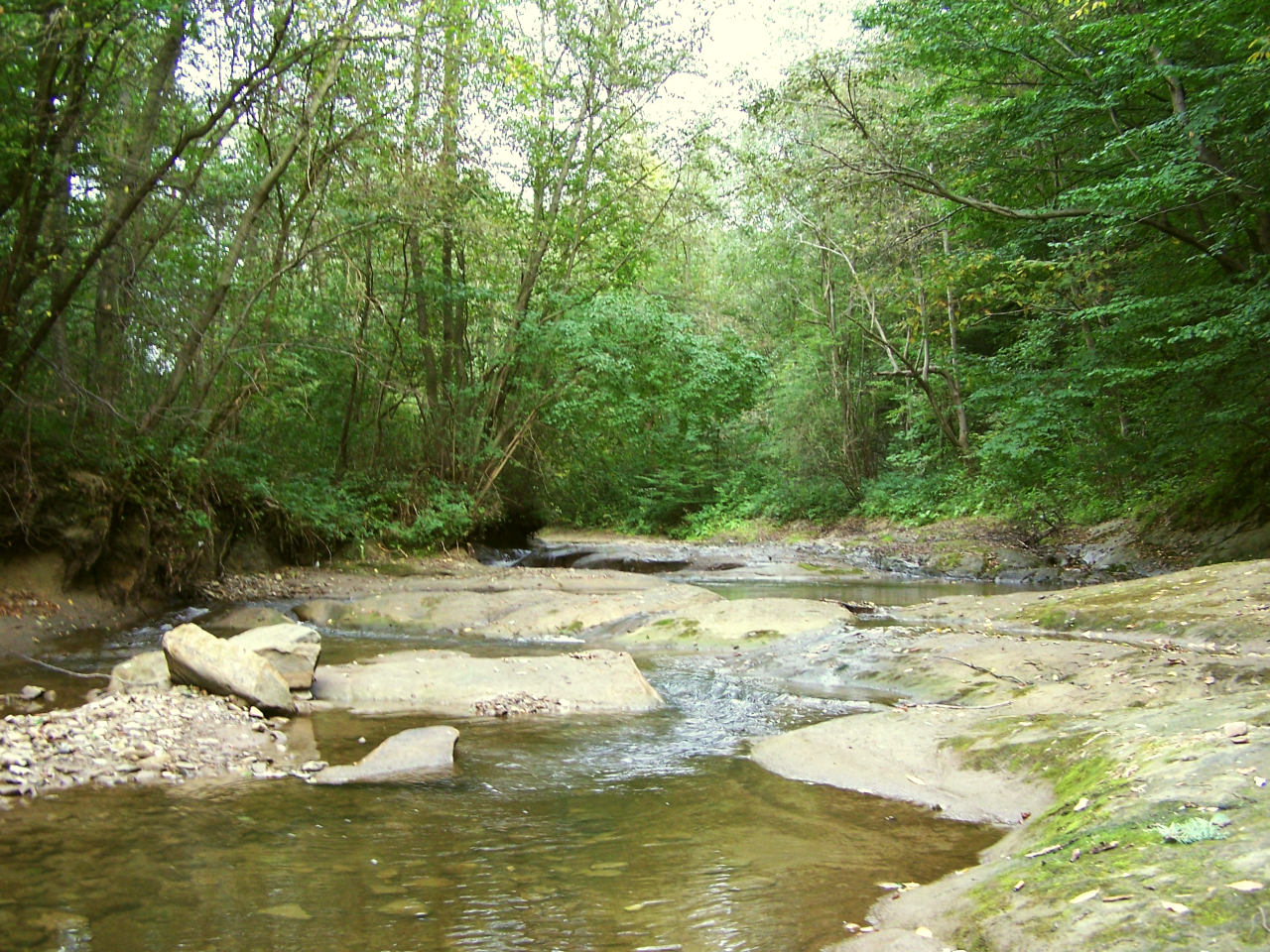
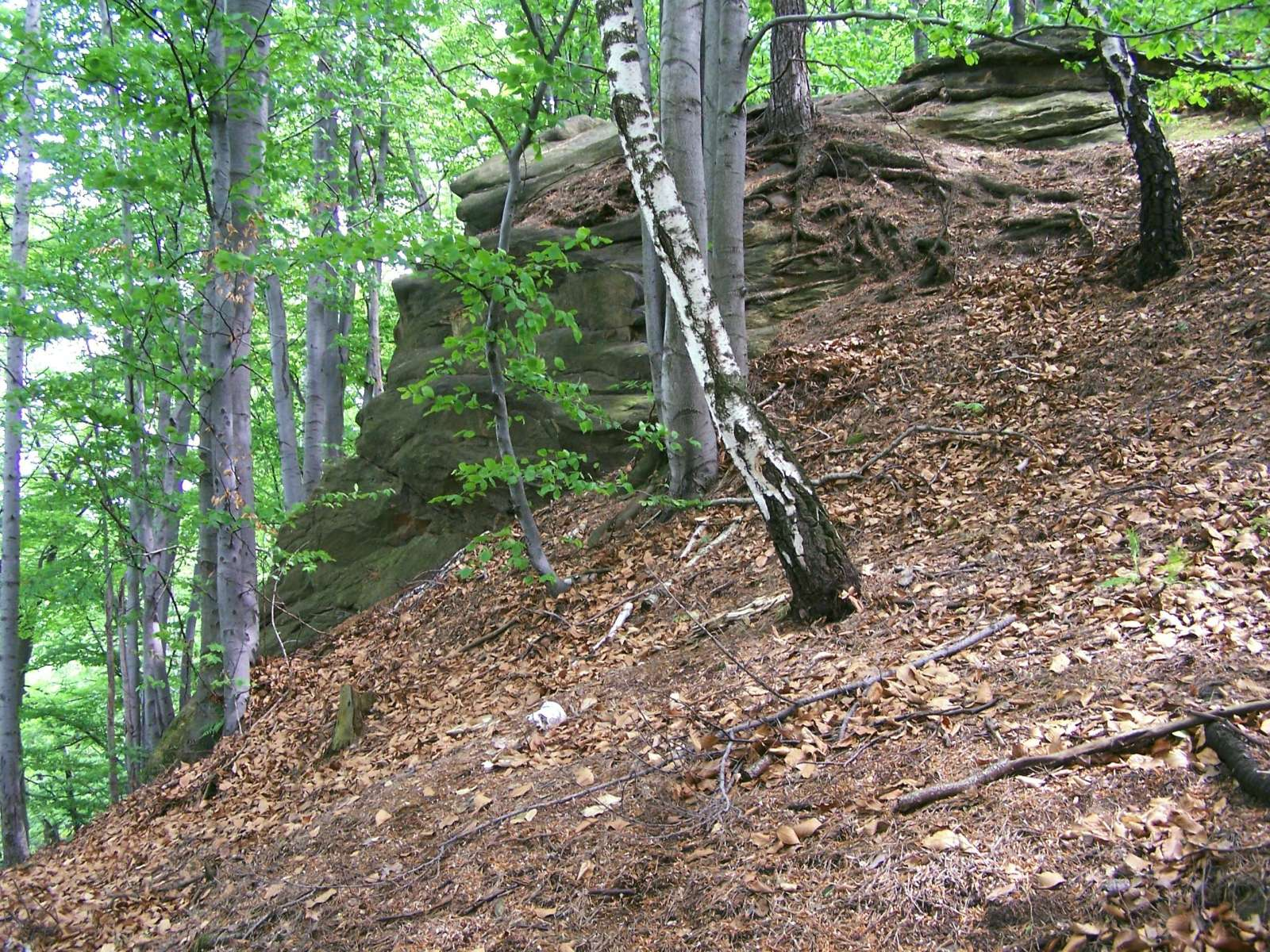

## Демография
| Перепись                       | Всего   | Всего | Женщины | Женщины | Мужчины | Мужчины |
| ------------------------------ | ------- | ----- | ------- | ------- | ------- | ------- |
| Единицы                        | человек | %     | человек | %       | человек | %       |
| Население                      | 5016    | 100   | 2563    | 51,1    | 2453    | 48,9    |
| Плотность населения (чел./км²) | 113,8   | 113,8 | 58,1    | 58,1    | 55,6    | 55,6    |

## Соседние гмины
1. Гмина Лиманова
2. Гмина Лапанув
3. Гмина Новы-Виснич
4. Гмина Жегоцина